# 聯華電子
聯華電子股份有限公司，簡稱聯電，是臺灣一家從事晶圓代工的公司，為跨越電子行業的各項主要應用產品生產晶片。聯電完整的製程技術及製造解決方案包括邏輯/混合信號、嵌入式高壓解決方案、嵌入式非揮發性記憶體、RFSOI及BCD。
聯電大部分的十二吋和八吋晶圓廠及研發中心位於台灣，另有數座晶圓廠位在亞洲其他地區。聯電現共有十二座晶圓廠，月產能總計約85萬片，主要為八吋成熟製程晶圓，且全部晶片產品皆符合汽車業的IATF 16949認證。聯電總部位於臺灣新竹科學園區，另在中國大陸、美國、歐洲、日本、韓國及新加坡設有服務據點，目前全球約有20,000名員工。

## 成立
1970年代，台灣工業技術研究院決定發展積體電路產業，邀請美國無線電公司（RCA）研究室主任潘文淵籌備計畫。1974年7月，潘文淵完成「積體電路計畫草案」，經濟部長孫運璿於8月17日核定該計畫。在潘文淵的主導下，從RCA公司引入「互補式金屬氧化物半導體」（CMOS）技術，並在工研院成立電子工業研究發展中心，全力發展積體電路技術。
1977年10月，工研院建立了台灣第一座積體電路示範工廠，開始生產7.5微米製程晶圓。成立僅六個月的時間，產品良率就已高達七成，遠高於技轉母廠RCA的五成，使台灣一舉躍升全球第三大電子錶輸出國。為了使技術產業化，工研院於於1980年5月22日與交通銀行、中華開發、光華投資公司與東元、聲寶、華泰、華新麗華等公司出資五億台幣成立積體電路工廠，首任董事長一職則由工研院第2任院長方賢齊擔任。由於主要股東中華開發、光華投資、華新麗華、華泰電子的名字都有一個「華」字，故新公司命名為「聯華電子」，為台灣第一間半導體製造公司。聯電成立後，工研院將4吋晶圓技術及研發團隊移轉給聯電，其中即包含後來擔任聯電董事長的曹興誠。而聯電也在成立不久後，即躍升東南亞最大的積體電路製造商。1985年7月，聯電正式於台灣證券交易所公開上市，為台灣第一家上市的半導體公司。

## 發展

### 創建初期
聯電創建之初，以承接工廠的垂直整合製造（IDM）為主，同時進行晶圓代工、 IC 設計、儲存等三大業務。1981年，工研院電子所副所長曹興誠擔任聯電總經理，意識到台灣電子市場受限，開始思考晶圓代工的可能性，因此於1984年前往美國，與當時擔任台灣科技顧問的張忠謀提出晶圓代工的想法，但當時張忠謀並未贊同此一作法。1985年，張忠謀回台擔任工研院院長，並兼任聯電董事長。然而，張忠謀於1987年成立的「台灣積體電路公司」（台積電）卻率先實踐了晶圓代工的商業模式，這讓曹興誠認為自己的想法遭到剽竊，也種下兩人之間的心結。1991年，曹興誠以「競業迴避」為由，聯合其他董事要求張忠謀辭去董事長一職，從此揭開台灣晶圓雙雄爭霸的序幕。

### 轉型專業晶圓代工

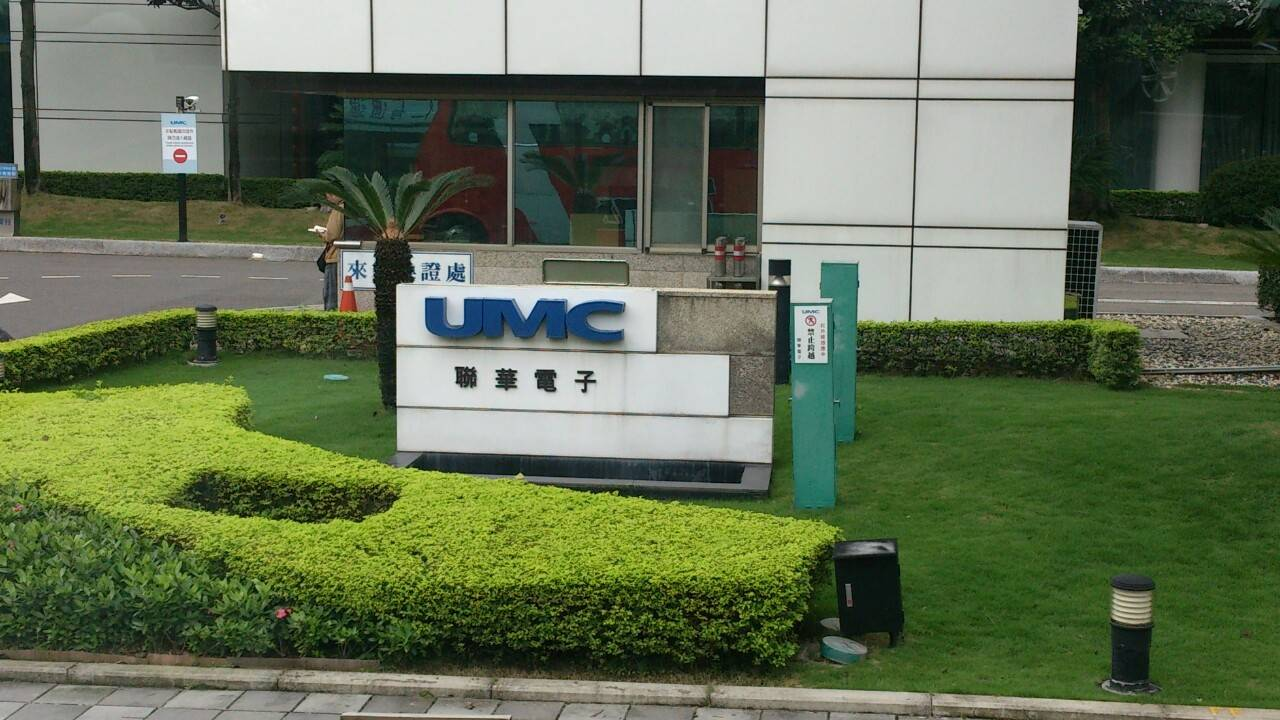
聯華電子位於新竹科學園區的大門入口處

1995年，儘管當時晶圓代工的業務僅佔聯電營收的三分之一，曹興誠仍決定放棄經營自有品牌，將聯電從事專業晶圓代工。為了籌措建廠資金，聯電與美國、加拿大等地的11家IC設計公司合資成立聯誠、 聯瑞、聯嘉3家8吋晶圓代工公司。但相較台積電獨立建廠經營晶圓代工，聯電與其他IC廠合資設廠的做法，造成客戶因此擔心設計圖外流，因此客戶群多以中小型IC設計廠為主。於是聯電將旗下的IC設計部門分出去成立聯發科技、聯詠科技、聯陽半導體、智原科技、聯笙電子、聯傑國際，而這些廠商後來也都成為台灣重要的IC設計廠，其中聯發科和聯詠更躋身全球前10大IC製造商。同時曹興誠為了縮小與台積電的差距，於1999年進行「聯電五合一」的方案，合併集團旗下聯誠、聯嘉、聯瑞及和泰4家晶圓代工公司。合併後的聯電產能達到了台積電的85%，全球市佔更從原先的10%提升至35%，接近台積電45%的市占率，大幅縮小了與台積電的差距。然而自2000年後，聯電與台積電的差距再次拉開。

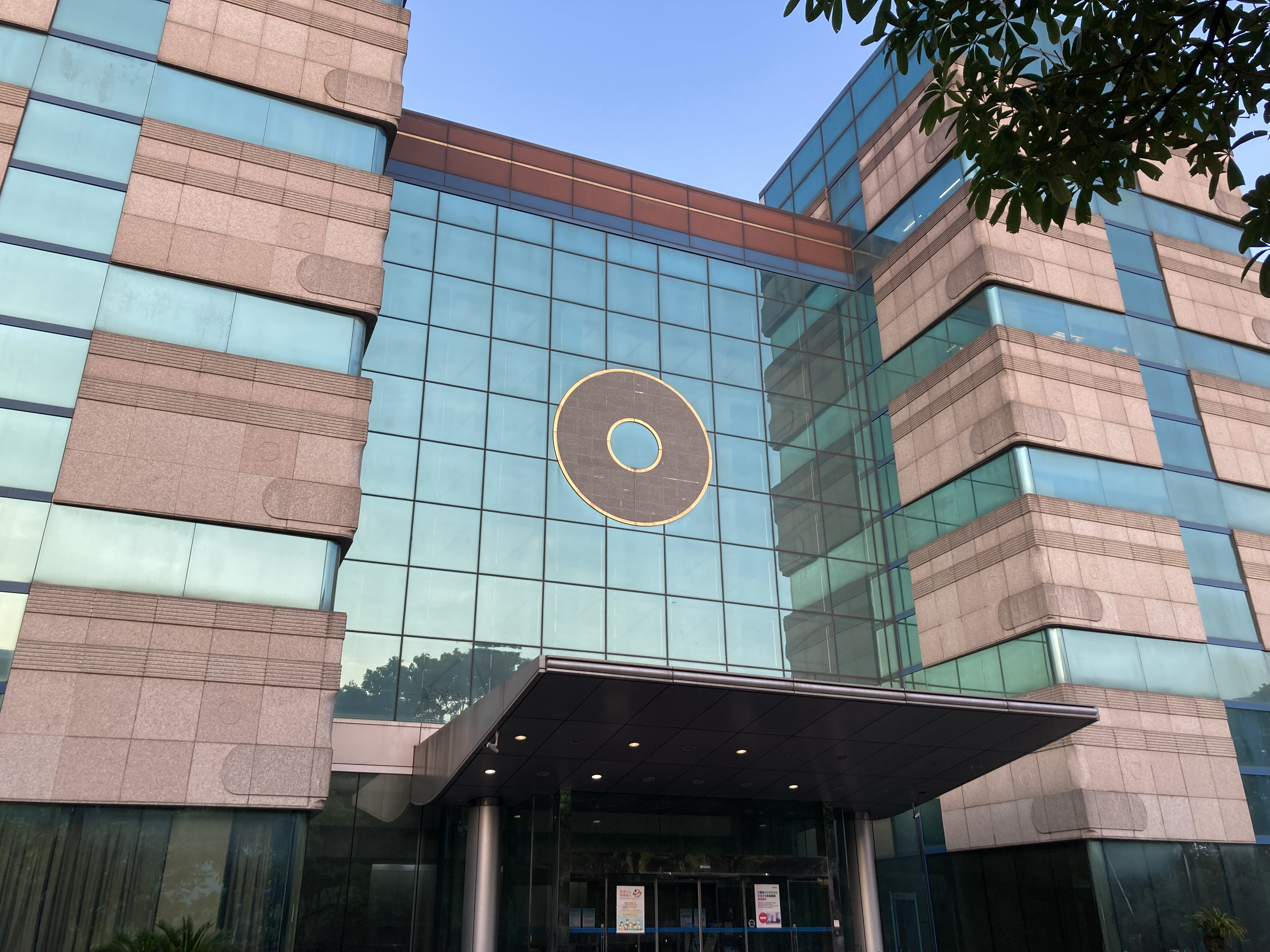
聯電位於竹科的AB廠大樓

## 發展簡歷
- 1998年：為了擴廠需求，取得合泰半導體晶圓廠。此外，為了擴展海外市場，取得新日鐵半導體(UMC Japan)部分股權。
- 1999年：在台南科學園區興建12吋晶圓廠
- 2000年：聯電集團進行跨世紀五合一（聯電/聯誠/聯瑞/聯嘉/合泰五合一）[14]，並於紐約證券交易所掛牌上市，產出半導體業界首批銅製程晶片及第一顆0.13微米製程IC。
- 2004年：聯電旗下新加坡12吋晶圓廠邁入量產階段，並完成矽統半導體購併案。
- 2008年：獲道瓊永續性指數列為成份股之一。
- 2009年：正式完全收購新日鐵半導體股權，並納入子公司UMCJ。
- 2010年：聯電成立三十週年。
- 2013年：取得中國大陸蘇州和艦科技晶圓廠[15]。
- 2014年：入股富士通的新晶圓代工公司。
- 2015年：於中國大陸廈門轉投資設立的聯芯集成電路製造廠正式動工[16]。
- 2017年：聯電宣布不再追逐14奈米以下先進製程[17]。
- 2018年：聯電宣布將以不超過576.3億元日圓（約新台幣160億元）的金額，完全收購已持有15.9％股權的日本三重富士通半導體（Mie Fujitsu Semiconductor，MIFS），2019年10月1日完成股權轉讓。將公司更名為日本聯合半導體，成為聯電全資子公司。
- 2020年：聯電成立四十週年。聯電與美國司法部達成認罪協議，以解決2018年涉及与晋华集成电路盗窃美光科技专利的商業機密案件。[18][19]
- 2021年：連續14年入選道瓊永續性指數（Dow Jones Sustainability Indices, DJSI）之「世界指數 (DJSI-World)」成分股，也同時入選新興市場成分股（DJSI-Emerging Markets）。
- 2021年加入由氣候組織和碳揭露專案提出的「RE100」倡議，訂定2025年25%、2030年50%、2050年100%之三階段使用再生能源目標，以及在2050年達成淨零碳排，為全球第二家加入RE100的半導體企業。[20][21]
- 2021年：美光與聯電針對專利訴訟宣佈全球和解，雙方各自撤回向對方提出之訴訟。[22]

## 晶圓廠[23]
| 晶圓廠           | 奈米         | 地點         | 晶圓直徑 | 每月晶圓產量           |
| ---------------- | ------------ | ------------ | -------- | ---------------------- |
| 聯穎光電         | 450－350奈米 | 臺灣新竹     | 150公釐  | 31,000                 |
| Fab 8AB          | 500－250奈米 | 臺灣新竹     | 200公釐  | 87,000                 |
| Fab 8C           | 350－110奈米 | 臺灣新竹     | 200公釐  | 37,000                 |
| Fab 8D           | 130－90奈米  | 臺灣新竹     | 200公釐  | 31,000                 |
| Fab 8E           | 500－180奈米 | 臺灣新竹     | 200公釐  | 37,000                 |
| Fab 8F           | 180－150奈米 | 臺灣新竹     | 200公釐  | 40,000                 |
| Fab 8S           | 180－110奈米 | 臺灣新竹     | 200公釐  | 31,000                 |
| Fab 8N（和艦）   | 500-110奈米  | 中国大陆蘇州 | 200公釐  | 76,000                 |
| Fab 12A          | 130－14奈米  | 臺灣 台南    | 300公釐  | 87,000                 |
| Fab 12i          | 130－40奈米  | 新加坡       | 300公釐  | 53,000                 |
| Fab 12X （聯芯） | 40－28奈米   | 中国大陆廈門 | 300公釐  | 19,000 → 25,000 (2021) |
| Fab 12M （USJC） | 90－40奈米   | 日本三重     | 300公釐  | 33,000                 |

## 轉投資與子公司

### 緣由
聯華電子一方面為了掌握客戶穩定的需求，一方面又企圖主導當時半導體市場的走向，而在此過程中兼顧保持利潤，會把聯電內部的單位獨立出來成立子公司，因此發展出所謂的「聯電模式」，也會與客戶發展夥伴關係成立不少合資公司，而這些合資公司及子公司，又會因應市場當時狀況及夥伴間關係的變動而有所調整。

### 主要轉投資
- 聯發科技
- 聯詠科技
- 智原科技
- 智微科技
- 原相科技
- 聯陽半導體
- 矽統科技
- 聯相光電
- 聯景光電（已於2015年7月1日與茂迪光電合併，成為被消滅公司）
- 聯京光電
- 聯穎光電（於原本的聯電6A廠，創新一路10號）
- 蘇州和艦科技（持有86.88%股權）
- 日本聯合半導體（原三重富士通半導體）
- 聯芯集成電路製造(廈門)有限公司

## 外部連結
- （繁體中文）（简体中文）（英文）（日語）聯華電子 （页面存档备份，存于）